# (27879) Shibata
(27879) Shibata (1996 CZ2) – planetoida z pasa głównego asteroid okrążająca Słońce w ciągu 3,54 lat w średniej odległości 2,32 j.a. Odkryta 15 lutego 1996 roku.